# Дан (Наруто)
Вижте пояснителната страница за други значения на Дан.
Дан е персонаж от мангата Наруто. Той е бил чичото на Шизуне и приятелят на Тсунаде. Тсунаде се запознала с Дан, когато той взел нейната страна във въпроса дали във всеки отбор да има медицинска нинджа, тъй като брат и умрял. Заради смъртта на по-малката му сестра в едно от внезапните нападения над Коноха, той се целял да предпазва хората които обича. За това искал да стане Хокаге. Дан умира в битка, въпреки отчаяните усилия на Тсунаде да го спаси. Неговата смърт я кара да напусне Коноха заедно с Шизуне. По-късно Дан става един от хората, които Орочимару дава като награда в отговор на неговата молба, макар че накрая Тсунаде категорично отказва.